# Pentaprisme

Tracé d'un rayon et formation d'une image par un pentaprisme

Un pentaprisme, parfois appelée équerre optique est un type de prisme optique non dispersif à base pentagonale irrégulière qui permet de dévier un rayon de 90°. Le milieu optique n'étant pas nécessaire à la déviation du faisceau, il existe une variante, de coût de fabrication moins élevé, appelée pentamiroir.

## Description
Ce prisme, muni d'une base pentagonale, a deux faces couvertes d'une matière réfléchissante. Le rayon pénètre perpendiculairement à la surface, puis se réfléchit successivement sur les deux surfaces enduites, et ressort perpendiculairement au rayon incident sans inverser l'image. L'enduit est nécessaire du fait que l'angle d'incidence ne permet pas de réflexion totale. Le cinquième côté est un chanfrein créé par commodité de fabrication et n'est pas utilisé optiquement.
Un pentaprisme usuel ne fait que réorienter l'axe optique ou axe de propagation, de 90°, quel que soit l'angle d'incidence du faisceau sur la face du prisme.

### Pentaprisme toit

Tracé d'un rayon et formation d'une image par un pentaprisme-toit comme utilisé dans un appareil photo de type Reflex. Une des faces est séparée en deux avec pour effet d'échanger la gauche et la droite, ce qui compense le retournement de l'image dû à l'objectif

Le pentaprisme toit, utilisé communément dans les appareils reflex, est un pentaprisme dont l'une des faces traitées est un « toit ». Le pentaprisme toit inverse l'image dans la direction perpendiculaire au plan de réfraction contrairement à un pentaprisme classique, mais conserve la propriété initiale de déviation constante de 90°.
Un pentaprisme toit, pour un même matériau et une ouverture, est environ 17 % plus grand et 19 % plus lourd que son équivalent sans toit. L'usinage du toit doit être extrêmement précis, à quelques arcsecondes près, de manière à ne pas dédoubler l'image.

### Pentamiroir
Le pentamiroir consiste en l'association rigide de deux miroirs plans placés à 45° l'un de l'autre : utilisable ainsi hors des domaines de transparence des verres optiques, dans l'ultraviolet et l'infrarouge, un pentamiroir se révèle très utile.
Une des principales difficultés du montage d'un pentamiroir est la stabilité à long terme du système : la nécessité de maintenir un angle constant de 45° entre les deux miroirs demande des précautions de montage et des montures spécifiques. La plupart du temps, les deux miroirs sont serrés à l'aide de vis et de rondelles Belleville sur un support en métal, ou collés ensemble ou sur un support de verre par exemple par contact optique (en). Les montures, en métal, en Invar, en verre ou en vitrocéramique maintiennent le système en place, par le biais de serrage par vis ou de colle optique.

## Association de prismes
On utilise un pentaprisme et un prisme d'Amici collés pour concevoir un système redresseur grâce aux deux réflexions opérées dans chaque direction perpendiculaire à l'axe optique. Le même résultat peut être obtenu en accolant un pentaprisme toit avec un prisme droit.

## Utilisations
Très utilisés pour la visée optique dans les appareils photographiques reflex, les pentaprismes en toit servent dans ces systèmes à redresser l'image le plus souvent inversée par le système de lentilles de l'appareil. Plus le pentaprisme est grand meilleure est la qualité image résultante, ainsi dans les modèles de reflex les plus performants, il est rare qu'il y ait des flash car la totalité de la place disponible dans le boitier est utilisée par le pentaprisme.
De façon à rendre moins lourd le reflex, ou simplement pour des questions de compacité, les reflex grand public sont équipés de pentamiroirs au lieu de pentaprisme. Mais les pertes de luminosité dues aux réflexions sur les miroirs rendent la solution du pentamiroir inutilisable pour les reflex haut de gamme,.
Hors du domaine de la photographie, les pentaprismes sont utilisés dans le contrôle des angles spéciaux, de rectitude et de perpendicularité. Les prismes accolés penta/Amici ou penta toit/prisme droit ont été utilisés dans certaines combinaisons optiques pour périscopes et jumelles binoculaires.